# Claes Turitz
Claes Turitz (ur. 28 sierpnia 1928 w Göteborgu, zm. 1 kwietnia 2005 w Särö) – szwedzki żeglarz i prawnik.

## Lata młodości
Syn handlarza Hermana Gustafa Turitza i jego żony Tory Petterson.

## Edukacja i kariera zawodowa
W 1954 ukończył studia prawnicze na uniwersytecie w Uppsali, a następnie do 1961 pracował w zawodzie.

## Kariera sportowa
W 1960 wystartował na igrzyskach olimpijskich jako członek szwedzkiej załogi łodzi „Lasha”, która zajęła 5. miejsce w klasie 5,5 m.
Reprezentował kluby The Royal Bachelors Club i GKSS Göteborg.

## Ostatnie lata życia
Zmarł 1 kwietnia 2005 w Särö, a pochowany został 21 kwietnia 2005 na Släps Kyrkogård w tejże miejscowości.

## Życie prywatne
W 1956 poślubił Barbro Rydberg, z którą miał dwoje dzieci: córkę Annikę (ur. 1959) i syna Hansa Gabriela (ur. 1964).